# Primeiro-ministro da Islândia
O Primeiro-ministro da Islândia (islandês: Forsætisráðherra Íslands) é o chefe de governo da República da Islândia. De acordo com a constituição da Islândia, o primeiro-ministro é nomeado pelo Presidente e exerce o poder executivo. A actual primeira-ministra é Kristrún Frostadóttir, que sucedeu Bjarni Benediktsson em 2024.

## Nomeação
O Primeiro-ministro é nomeado pelo Presidente da Islândia de acordo com a Seção II, Artigo 17 da Constituição da Islândia.

## Fim do mandato
O mandato do Primeiro-Ministro acaba em caso de demissão, de morte ou graves problemas de saúde que o impedem de efetuar as suas funções, de adoção de uma moção de censura ou de revogação do governo pelo Presidente da Islândia.

## Titular
O actual titular do posto é, desde 21 de Dezembro de 2024, Kristrún Frostadóttir.

## Antigos Primeiros-ministros vivos
Existem oito antigos Primeiros-ministros vivos:

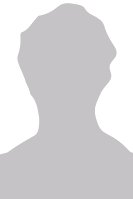
Þorsteinn Pálsson (1987–1988) 29 de outubro de 1947 (77 anos)
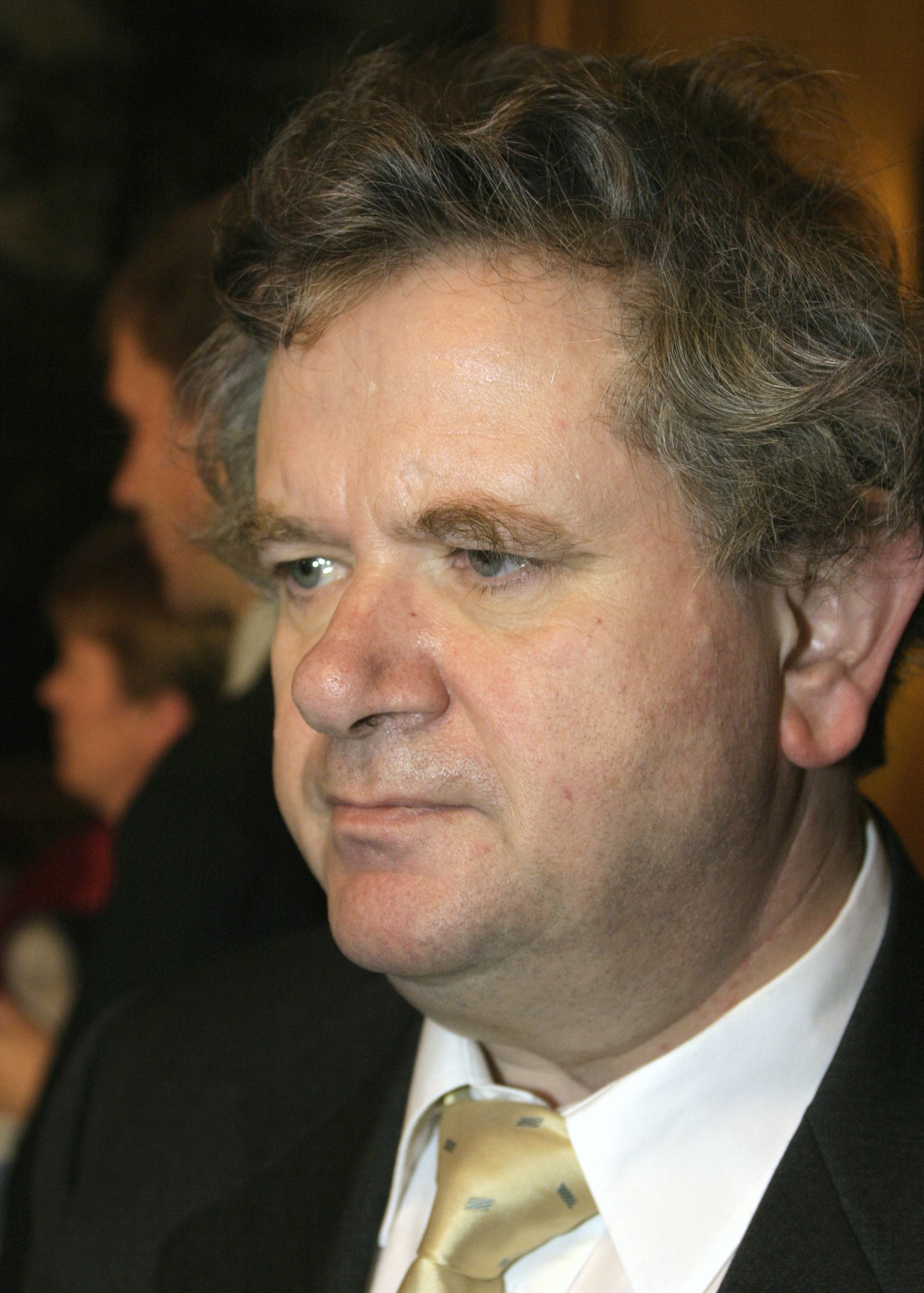
Davíð Oddsson (1991–2004) 17 de janeiro de 1948 (77 anos)
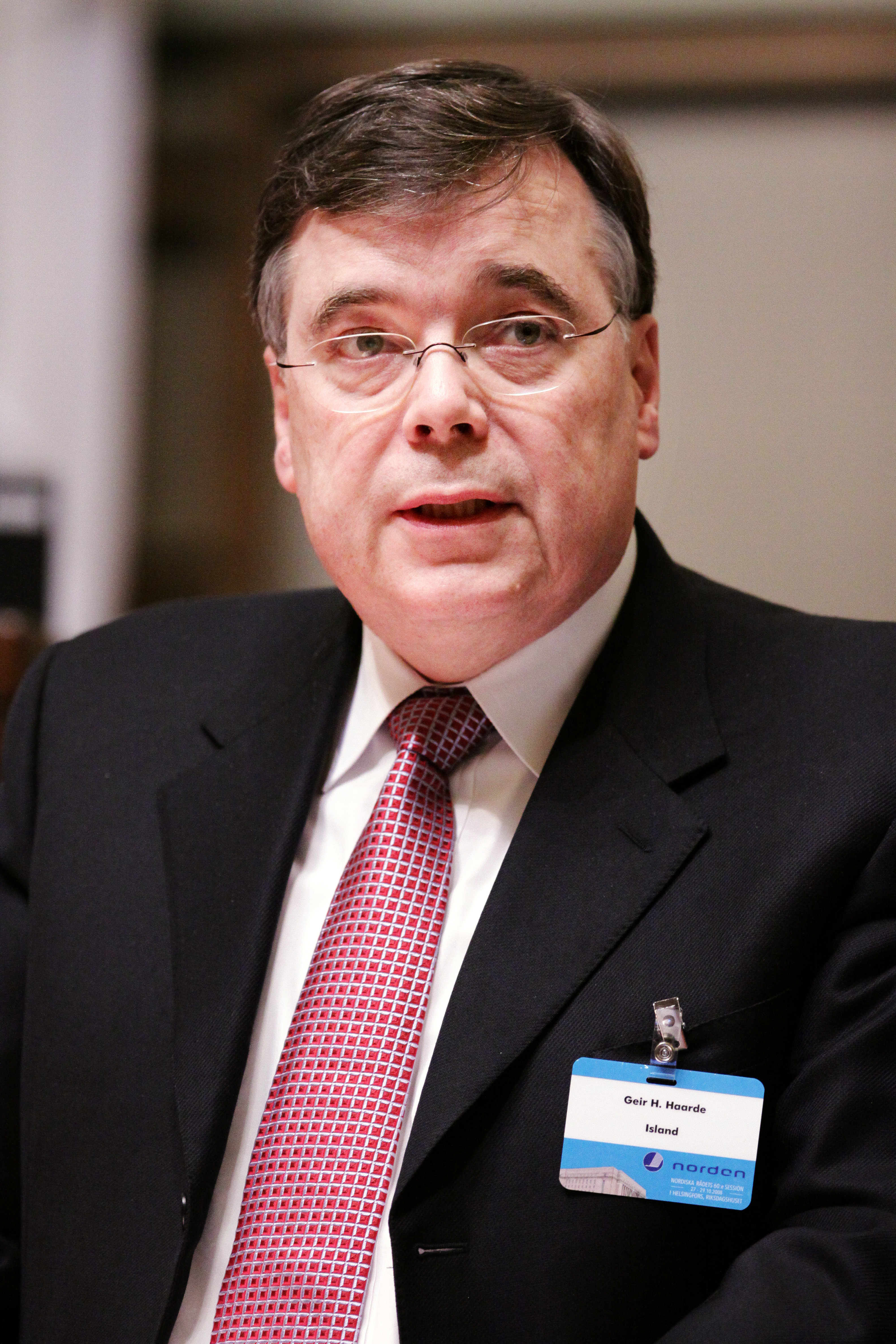
Geir Haarde (2006–2009) 8 de abril de 1951 (73 anos)
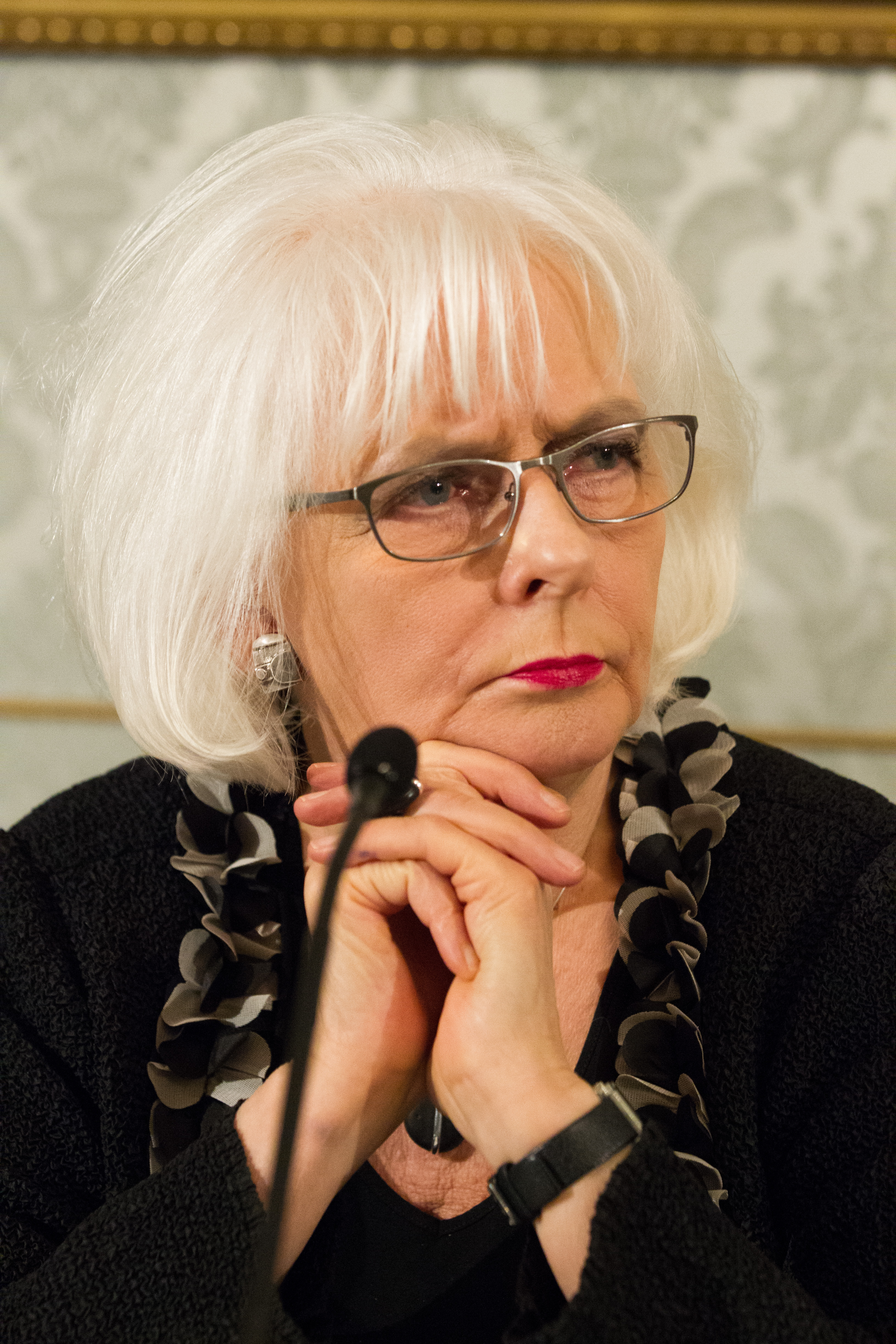
Jóhanna Sigurðardóttir (2009–2013) 4 de outubro de 1942 (82 anos)
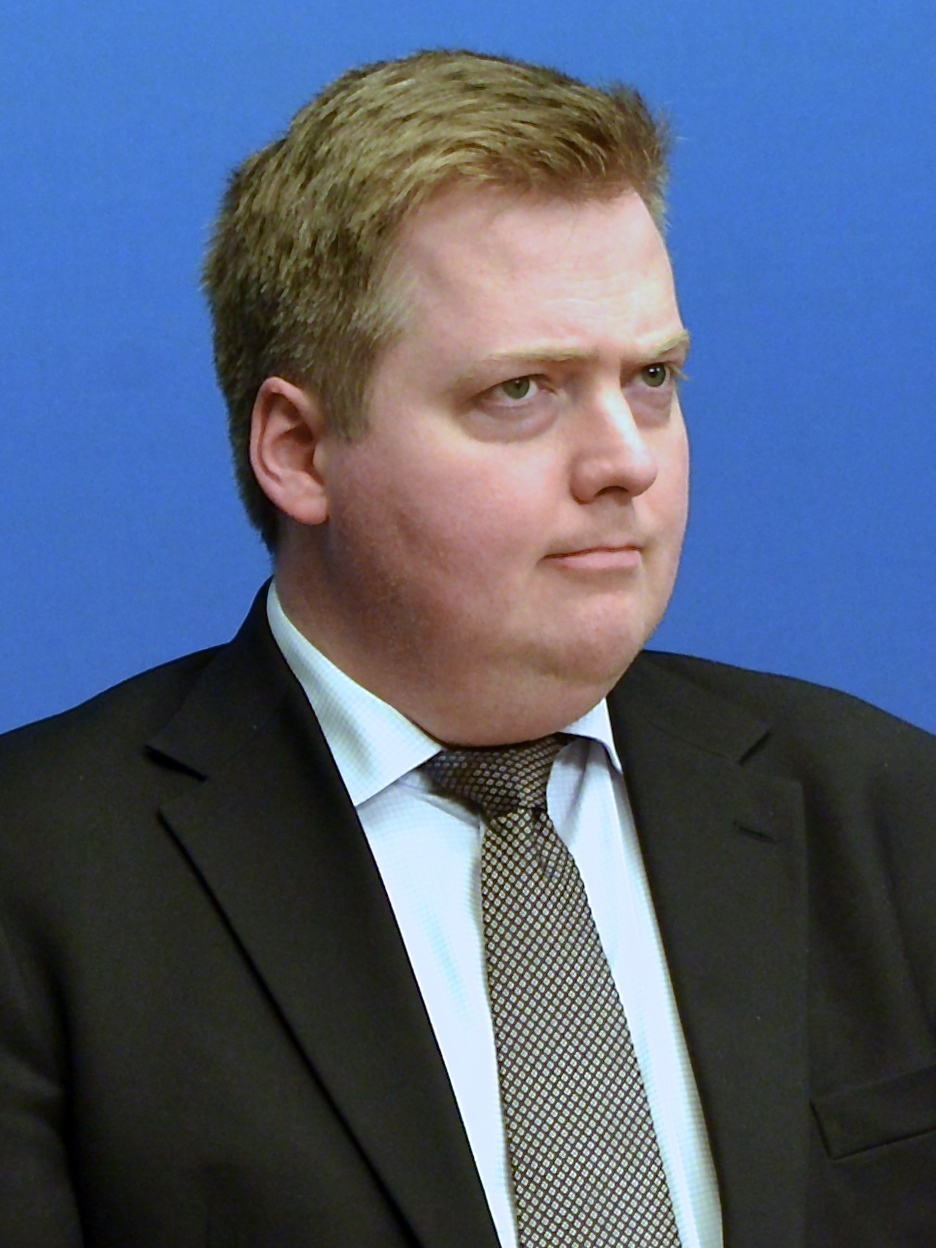
Sigmundur Davíð Gunnlaugsson
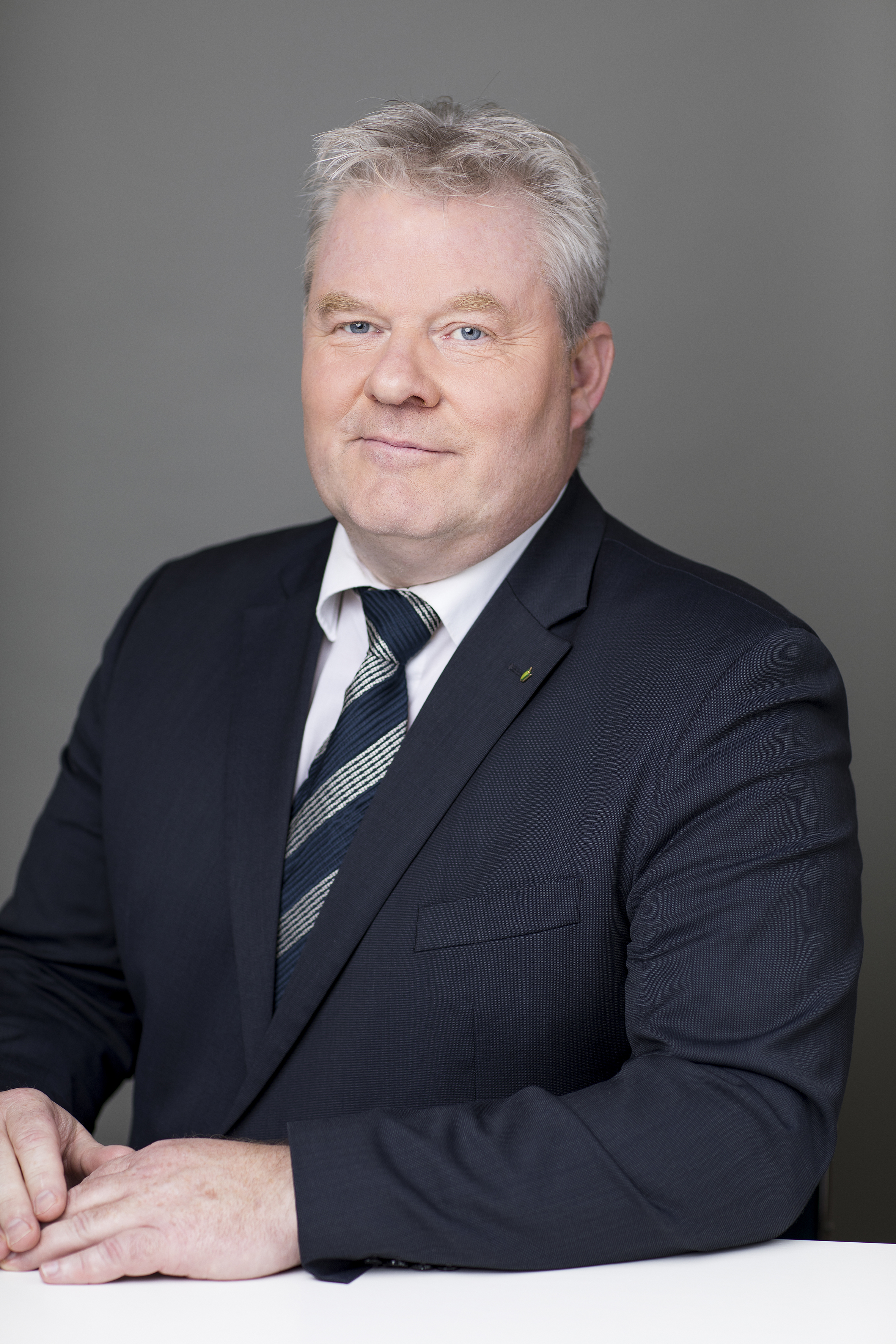
Sigurður Ingi Jóhannsson (2016–2017)
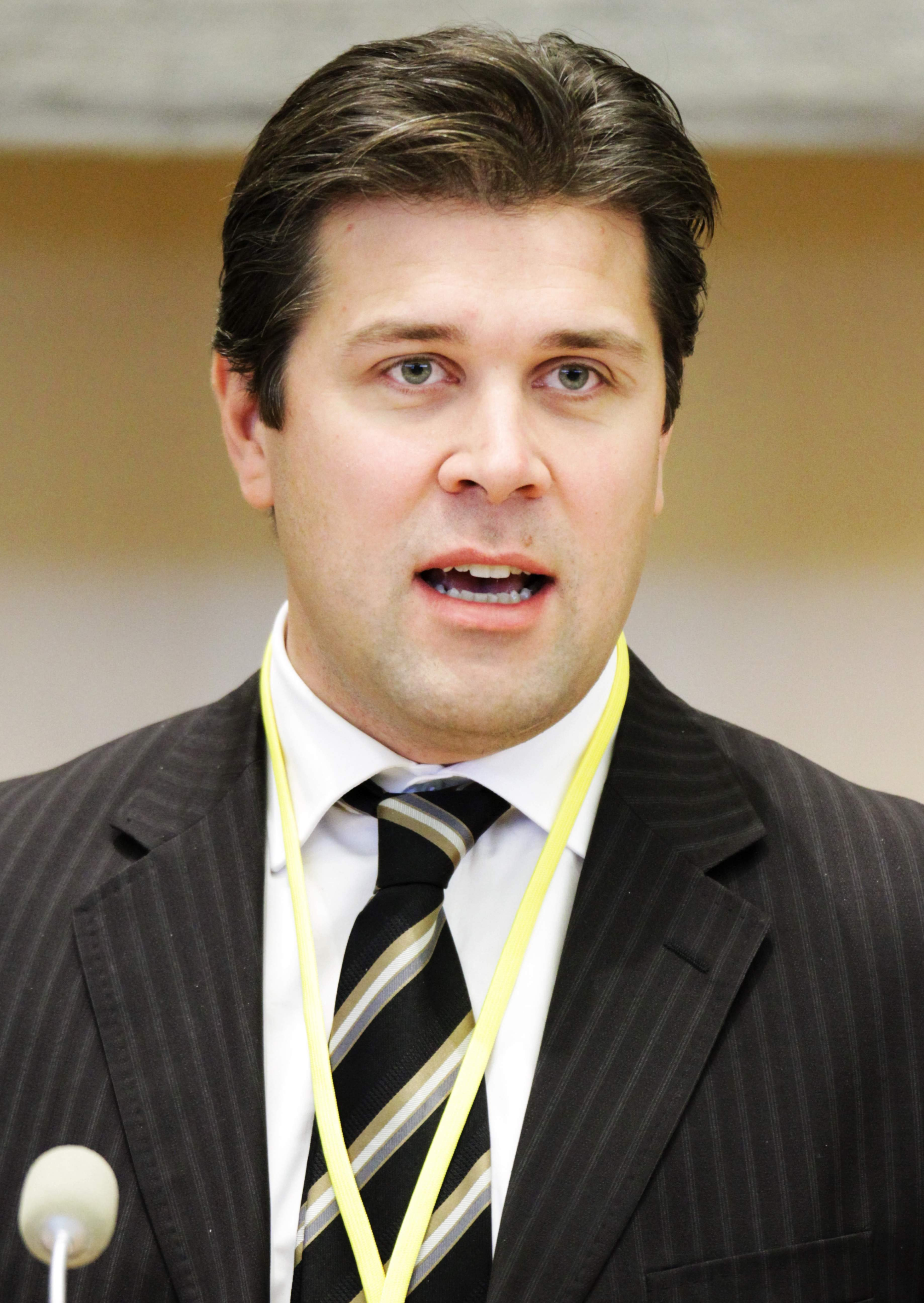
Bjarni Benediktsson (2017, 2024)
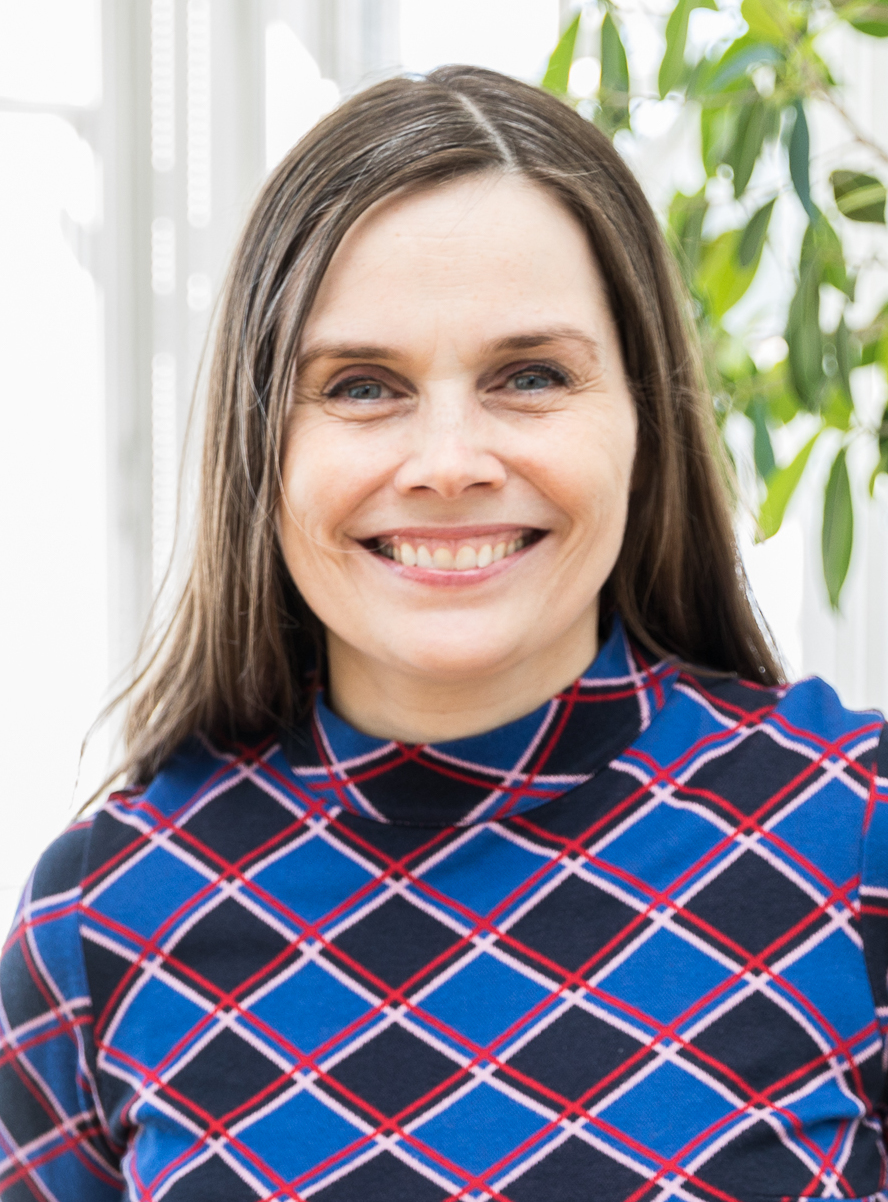
Katrín Jakobsdóttir (2017–2024)

(2013–2016)
12 de março de 1972 (53 anos)
- Sigurður Ingi Jóhannsson
(2016–2017)
20 de abril de 1962 (62 anos)
- Bjarni Benediktsson
(2017, 2024)
26 de janeiro de 1970 (55 anos)
- Katrín Jakobsdóttir
(2017–2024)
1 de fevereiro de 1976 (49 anos)

## Residência oficial

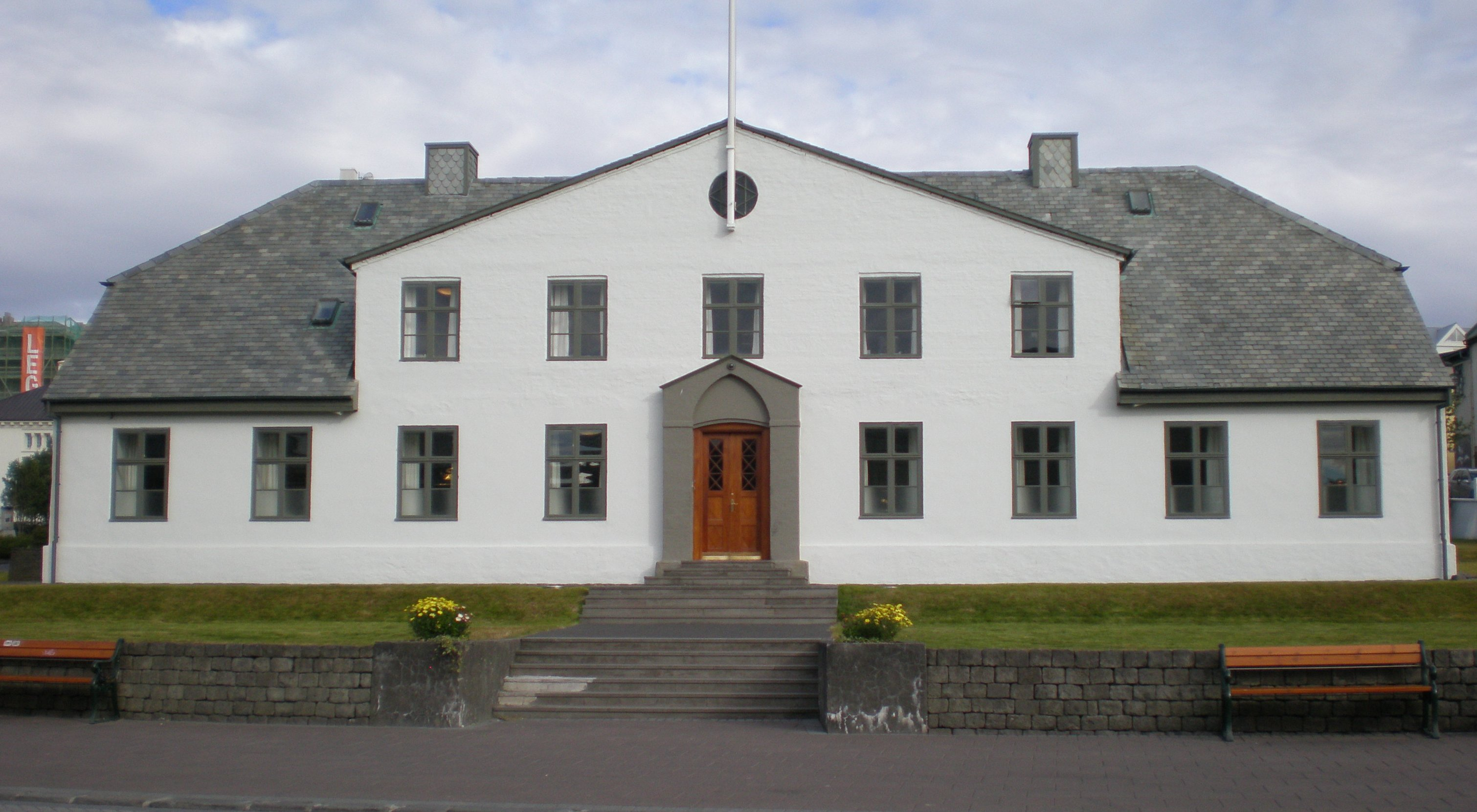
Stjórnarráðið, escritório do primeiro-ministro.

O escritório do primeiro-ministro está localizado em Stjórnarráðið, Reykjavik, onde a sua secretaria está baseada e onde as reuniões de gabinete são realizadas. O primeiro-ministro tem uma residência de verão, Þingvallabær em Þingvellir. O primeiro-ministro também tem uma casa de recepção em Tjarnargata, Reykjavik, que foi a residência do primeiro-ministro até 1943.